# CD Nacional
Clube Desportivo Nacional, vanligen känd som Nacional, är en portugisisk fotbollsklubb från Funchal på Madeira. Klubben grundades 1910 och spelar sina hemmamatcher på Estádio da Madeira.
Nacional är Cristiano Ronaldos andra klubb genom hans karriär.

## Placering tidigare säsonger
| Säsong    | Nivå | Liga          | Placering | Webbplats | Notering |
| --------- | ---- | ------------- | --------- | --------- | -------- |
| 2010/2011 | 1    | Primeira Liga | 6         | [ 3 ]     |          |
| 2011/2012 | 1    | Primeira Liga | 7         | [ 4 ]     |          |
| 2012/2013 | 1    | Primeira Liga | 8         | [ 5 ]     |          |
| 2013/2014 | 1    | Primeira Liga | 5         | [ 6 ]     |          |
| 2014/2015 | 1    | Primeira Liga | 7         | [ 7 ]     |          |
| 2015/2016 | 1    | Primeira Liga | 11        | [ 8 ]     |          |
| 2016/2017 | 1    | Primeira Liga | 18        | [ 9 ]     |          |
| 2017/2018 | 2    | Segunda Liga  | 1         | [ 10 ]    |          |
| 2018/2019 | 1    | Primeira Liga | 17        | [ 11 ]    |          |
| 2019/2020 | 2    | Segunda Liga  | 1         | [ 12 ]    |          |
| 2020/2021 | 1    | Primeira Liga | 18        | [ 13 ]    |          |
| 2021/2022 | 2    | Segunda Liga  | 6         | [ 14 ]    |          |
| 2022/2023 | 2    | Segunda Liga  | 13        | [ 15 ]    |          |